# Conga Libre
Conga Libre est un groupe de salsa établi en France et composé de douze musiciens français, cubains, chiliens et mexicains. Leur musique mélange mélodies traditionnelles cubaines (rumba, cha-cha-cha...) à des sonorités modernes (timba, hip-hop, jazz funk). Le groupe naît en 2008, de la rencontre de musiciens venant chacun d'horizons divers comme le jazz ou le rock. Il est dirigé par une femme : Elvire Delagrange, également pianiste du groupe.
Ils se produisent dans des festivals comme Tempo latino, Jazz in Marciac en Off, ou la Place du Capitole à Toulouse.
En 2012, ils atteignent la finale de l'émission TV La Grande Battle sur France 2,,. À cette occasion, ils réinterprètent quelques morceaux classiques comme la Sarabande de Haendel, intitulée Sarabandeate.
En 2013, ils sortent un premier EP Porque lloras. Un an plus tard, ils sortent un second EP Somos Todos Conga Libre, dont le titre Son tus ojos en collaboration avec Thomas Eby, le chanteur du groupe de salsa suédois Calle Real. En 2019, ils publient deux singles inédits : Llego a la pista et Asi eres tu.

## Membres
- Irina Gonzalez : chant
- José Manuel Salgado : chant
- Guillermo Parra Alvarado : chant
- Elvire Delagrange : piano
- Mikaël Torren : batterie
- Elvin Bironien : basse
- Fabien Roynette : congas
- Jean-Elie Eftékhari : flûte
- Olivier Sabatier : trombone, claviers
- Christophe Allaux : trombone
- Guillaume Ceretto: trombone
- Gaël Pautric : saxophone baryton